# Torrent de Païssa
El torrent de Païssa, també conegut per torrent de Son Marrano, està situat a la Marina de Llucmajor, Mallorca. Aquest corrent d'aigua està format pels torrents que provenen de la part muntanyosa del nord-est llucmajorer, a les possessions de Binilagant, Son Verd i Binificat, que convergeixen en el sector de ses Piquetes des Pèlec, i des d'aquí es canalitzen en direcció a migjorn, passant per la possessió de Son Muletó, des d'on segueixen cap a les terres de les possessions de Païssa i de Son Marrano. Després s'uneix amb el torrent d'Alfàbia i formen el torrent de Son Catlar, que recorre el terme municipal de Campos fins a la desembocadura a la mar.